# Dennis Dugan
Dennis Dugan, född 5 september 1946 i Wheaton i Illinois, är en amerikansk skådespelare och filmregissör. I många av hans filmer spelar Adam Sandler huvudrollen.

## Filmografi (i urval)

### Regissör
- 1990 – Satungen
- 1992 – Bröderna Märx på operan
- 1996 – Happy Gilmore
- 1997 – Vild och galen i Beverly Hills
- 1999 – Big Daddy
- 2001 – En djävul till flickvän
- 2003 – National Security
- 2006 – The Benchwarmers
- 2007 – Härmed förklarar jag er Chuck och Larry
- 2008 – Jiddra inte med Zohan
- 2010 – Grown Ups
- 2011 – Min låtsasfru
- 2011 – Jack and Jill
- 2013 – Grown Ups 2

### Skådespelare
- 1975 – Dödligt utspel
- 1982 – Spanarna på Hill Street (TV-serie) (4 avsnitt)
- 1987 – Can't Buy Me Love
- 1988–1989 – Par i brott (TV-serie) (5 avsnitt)
- 1988 – Pippi Långstrump – starkast i världen
- 1989 – Föräldraskap
- 1993–1994 – Lagens änglar (TV-serie) (3 avsnitt)
- 1994–1995 – Småstadsliv (TV-serie) (2 avsnitt)
- 2025 – Happy Gilmore 2